# Tirage platine-palladium
Le tirage platine-palladium est un procédé de tirage photographique. L'épreuve terminée est composée de platine et de palladium couchés sur un support en papier. Un tirage platine-palladium est aussi appelé platinotype ou palladiotype selon la proportion des composants.
Un tirage platine-palladium est caractérisé par une large gamme de gris, l'image s'étendant sous la surface du papier. Les ombres n'atteignent cependant pas les  densités  d'un tirage au charbon ou d'un tirage argentique. Un tirage platine-palladium est réputé stable et inaltérable, il durera autant que le papier qui le compose. Les tirages prennent un ton qui va du noir bleuté au brun chaud selon la proportion des composants ou les variations dans le procédé.

## Historique
En 1804, Adolph Ferdinand Gehlen (en) montre que le chlorure de platine en solution dans l’éther est sensible à la lumière. À partir de 1842 John Herschel développe des procédés de tirage photographique en combinant le citrate ferrique d'ammonium avec des sels de fer, d'argent, de mercure ou d'or, procédés regroupés sous le nom de sidérotype. En 1873 William Willis (en) étend ces procédés au platine en utilisant une solution d'oxalate ferrique et de chloroplatinate de potassium développée dans un bain chaud d'oxalate de potassium. Willis dépose plusieurs brevets à partir de 1873 et commercialise différents papiers au platine et au palladium par l'intermédiaire de sa société "Platinotype Company" à partir de 1878. Le procédé devient populaire.

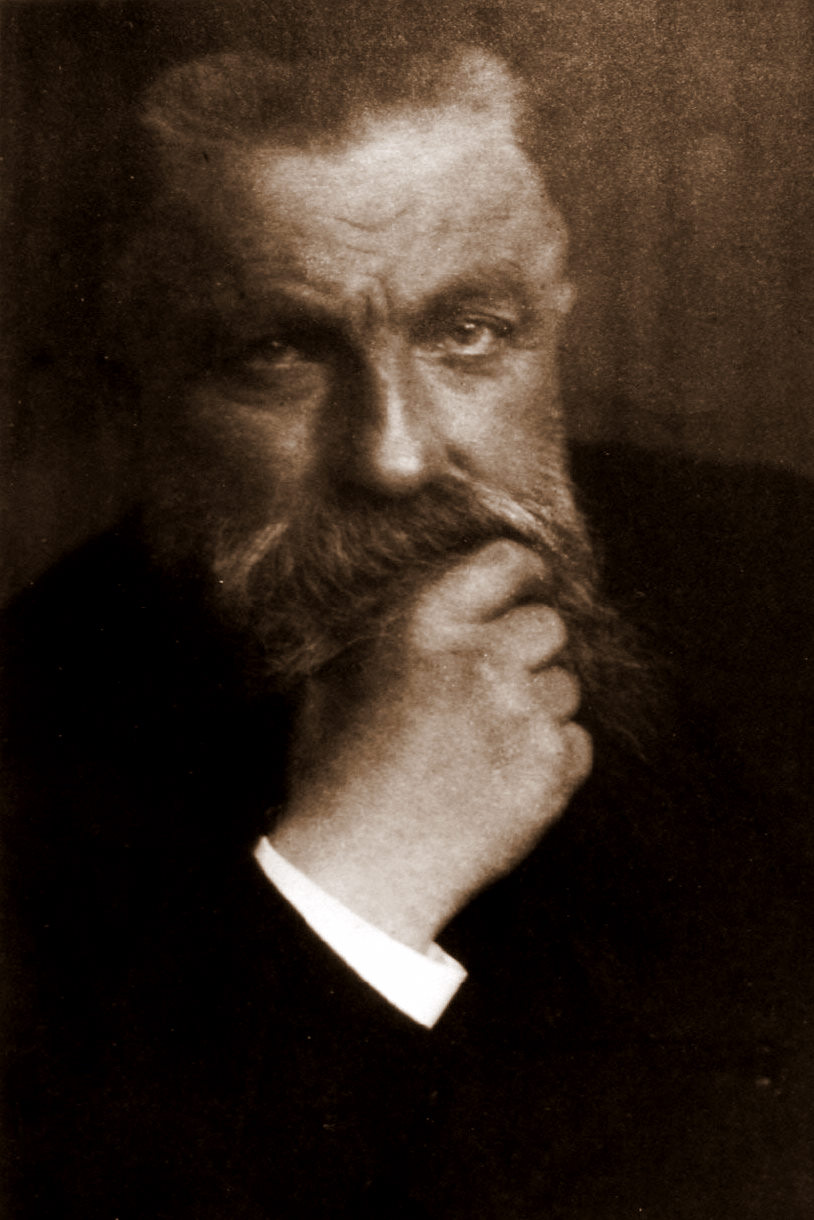
Edward Steichen, Rodin, tirage au platine, 1902.

En 1883, Pizzighelli et Hübl publient une étude approfondie du tirage au platine-palladium. Cette étude est publiée simultanément en France et en Angleterre et constitue la base du procédé actuel. En 1917, la Grande Bretagne impose un moratoire sur le platine, utilisé comme catalyseur dans la fabrication d'explosif, le prix du platine devient prohibitif. Le procédé tombe en désuétude face au procédé au charbon et aux procédés argentiques plus économiques. La dernière fabrique de papier au platine-palladium aux États-Unis ferme en 1937. Plus tard, dans les années 1990, Rob et Sura Steinberg dirigent "The Palladio Company" qui commercialise un papier principalement au palladium pendant une dizaine d'années.
Cependant, dans les années 1960, un groupe de photographes américains dont Irving Penn, Dick Arentz, George Tice, Nancy Rexroth, Luis Nadeau s’intéressent de nouveau au procédé et partagent leur savoir-faire. Ils couchent eux-mêmes leur papier. Irving Penn, frustré par la qualité de la reproduction de ses photographies dans les magazines, s'intéresse à la fin des années 1950 au tirage comme fin en soi. En juin 1964 il étudie les formules existantes et réalise ses premiers tests, puis il construit un laboratoire dédié et met au point sa propre méthode de tirage platine-palladium en laminant le papier sur une feuille d'aluminium rigide pour pouvoir tirer en plusieurs passes. En 1975, il expose au MoMA, une série de tirages au platine de mégots de cigarettes. En 1979, il reprend un vieux cliché de sa femme et mannequin, Lisa Fonssagrives tiré en argentique en 1950 et le tire au palladium pour démontrer la supériorité du procédé.
En France, Pierre Brochet et l'Association pour les Procédés Anciens APA organisent des conférences, dont une en 1983 au Musée Nicéphore-Niépce de Chalon-sur-Saône à laquelle assiste Jean-Claude Mougin. Le procédé est utilisé en Europe par des photographes contemporains tels que Isabel Muñoz, Pascal Bonneau ou des tireurs qui en ont fait leur spécialité comme par exemple Carlos Barrantes, Laurent Lafolie, Jean-Pascal Laux, ou Laurent Gloaguen au Canada.

## Le procédé actuel
Les épreuves photographiques en platine palladium sont tirées principalement sur papier. On peut aussi utiliser un support en bois, en tissu, en céramique, en verre ou en émail.
Les papiers utilisés sont sélectionnés selon des critères précis detaillés par Pizzighelli et Hübl . Ils doivent être exempts d'impuretés métalliques, par exemple dues au passage de la pulpe de papier dans une pile hollandaise d'un moulin à papier. Ils doivent avoir un pH neutre ou même légèrement acide. Les papiers modernes "sans acide" tamponnés au carbonate de calcium ne conviennent pas. Ils ne doivent pas contenir d'azurant optique susceptible de jaunir lors du traitement. Le papier doit pouvoir endurer un traitement chimique et un lavage intensif. D'autres qualités comme la capacité d'absorption et l'état de la surface sont à considérer. Pizzighelli et Hübl conseillent un gélatinage, d'autres auteurs comme Arentz et Schreiber préconisent un prétraitement acide.
L'émulsion comprend d'une part une solution d'un sel sensible à la lumière: l'oxalate ferrique et d'autre part une solution d'un sel de platine: le tetrachloroplatinate de potassium et/ou d'un sel de palladium: le chloropalladite de sodium dans des proportions diverses. Différent additifs sont utilisés dans l'émulsion pour controler le contraste du tirage, l'additif de choix actuellement est l' hexachloroplatinate disodium déjà évoqué par Pizzighelli et Hübl et popularisé par Sullivan.
L'émulsion est couchée à l'aide d'un pinceau, d'une brosse ou d'un tube en verre sur le papier qui est ensuite mis à sécher. Un négatif de l'image à tirer est mis au contact du papier sec qui est alors exposé à la lumière. Le papier est sensible aux rayons ultraviolet (UV) dans une bande autour des 350µm. La lumière du soleil ou d'une lampe UV convient.
Le papier exposé est ensuite développé dans un révélateur légèrement acide, généralement du citrate de sodium ou d'ammonium, ou de l'acétate de sodium. L'oxalate de potassium chaud de Willis est maintenant plus rarement utilisé. Plus qu'un développement au sens de la photographie argentique, il s'agit ici d'une mise en présence de l'oxalate ferrique réduit par la lumière qui fait précipiter sous forme métallique les sels de platine et de palladium.
L'émulsion restante est alors clarifiée dans de l'EDTA et du bisulfite. Le papier est enfin rincé abondamment pour faire disparaître toute trace de chimie.
Des variantes du procédé normal existent à toutes les étapes. Ware et Malde ont publié en 1988 une variante du tirage au platine palladium à noircissement direct utilisant de l'oxalate ferrique ammoniacal et un contrôle précis de l'humidité du papier. Sullivan et Weese ont conçu le Ziatype en utilisant des sels de palladium combinés au césium et au lithium ainsi que d'autres métaux. Les tirages contenant du palladium peuvent en outre être virés à l'or.

## Exemples

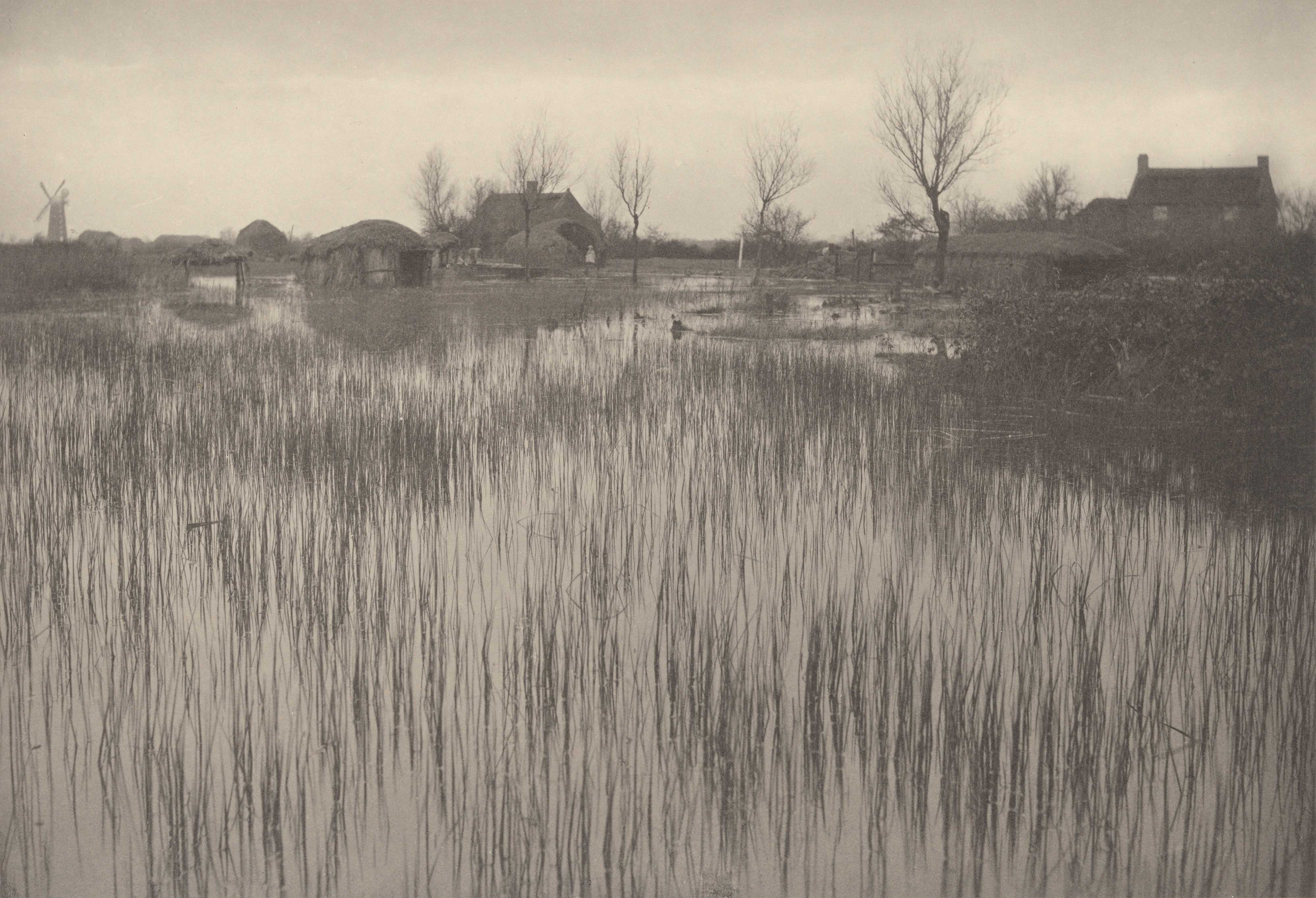
1886 platine Peter Henry Emerson A Rushy Shore.
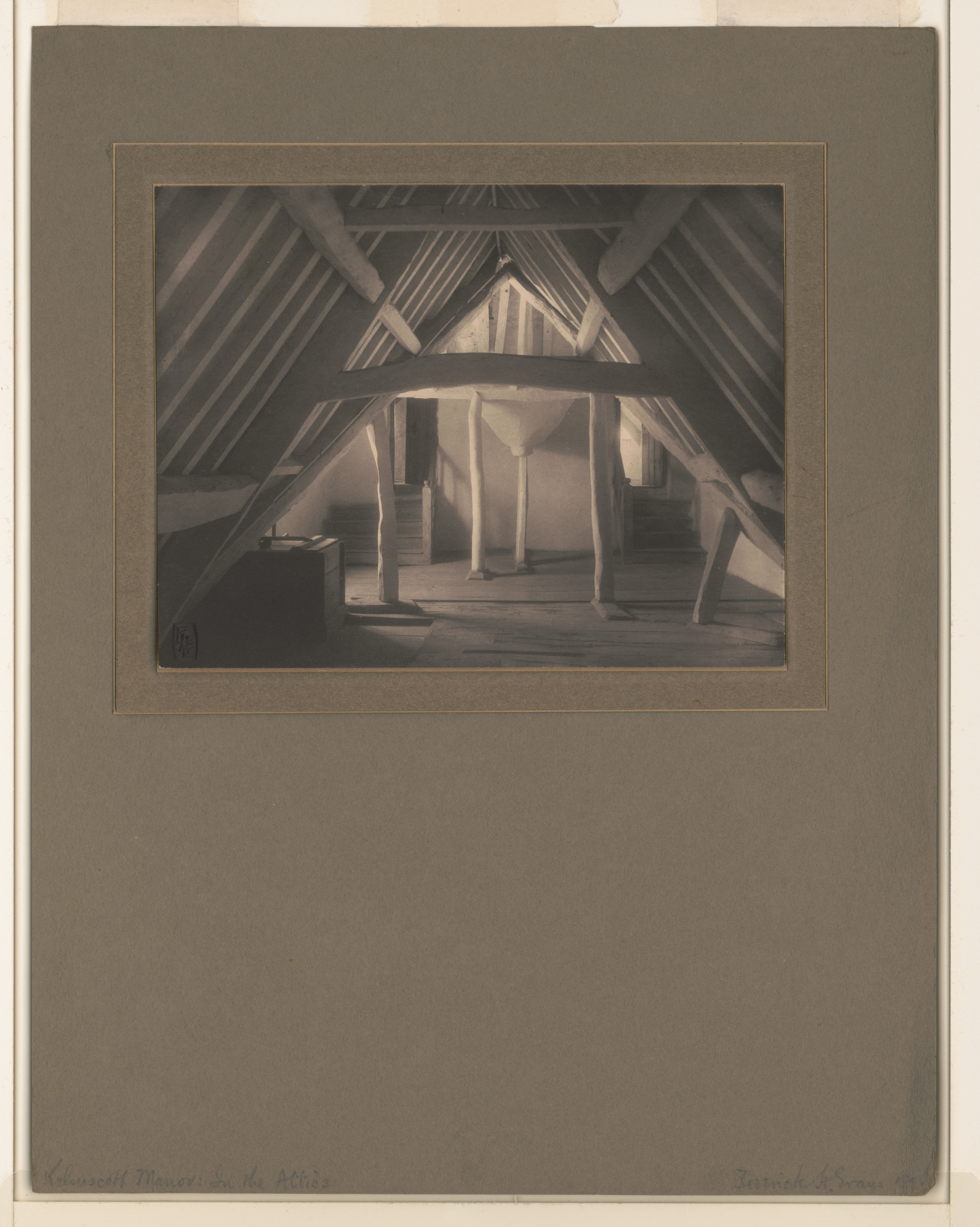
1897 platine Frederick H. Evans Kelmscott Manor- in the attics.
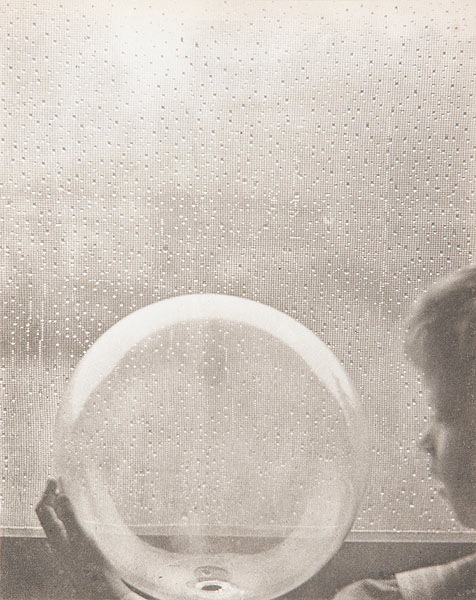
1903 platine Clarence H. White Drops of Rain.
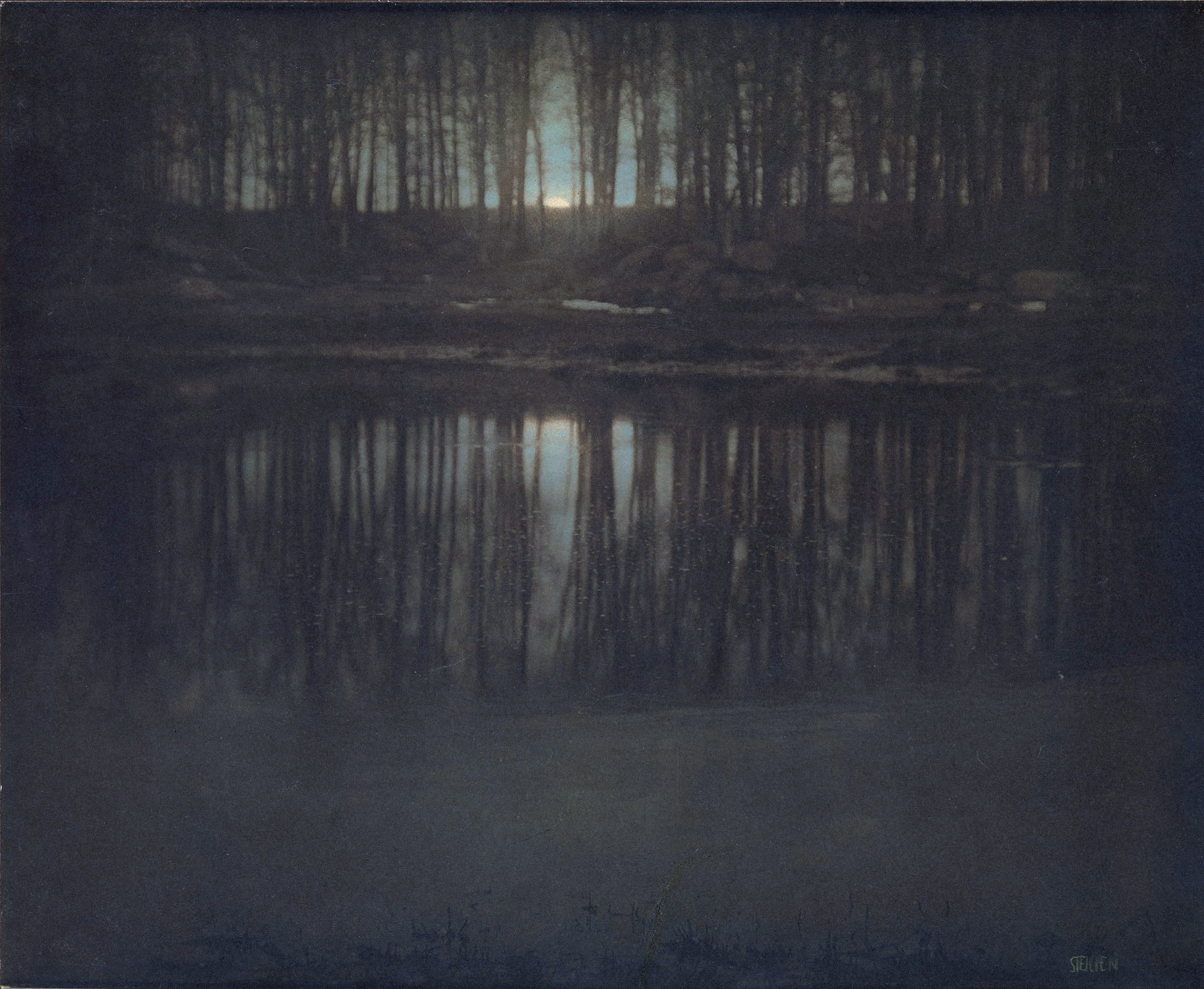
1904 platine et ferroprussiate Edward Steichen Monrise-Mamaroneck, New-York.

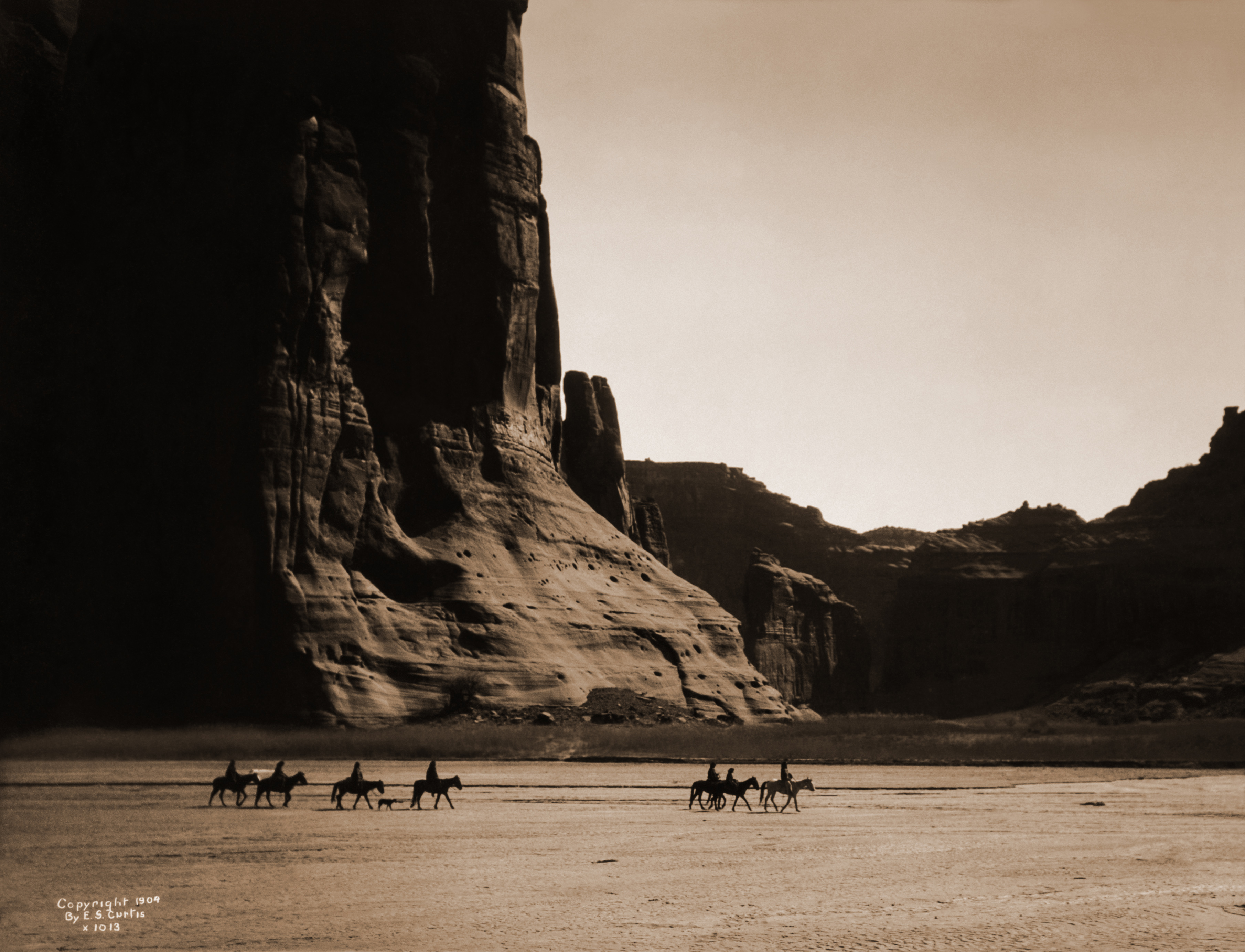
1904 platine Edward S. Curtis Canyon de Chelly, Navajo.
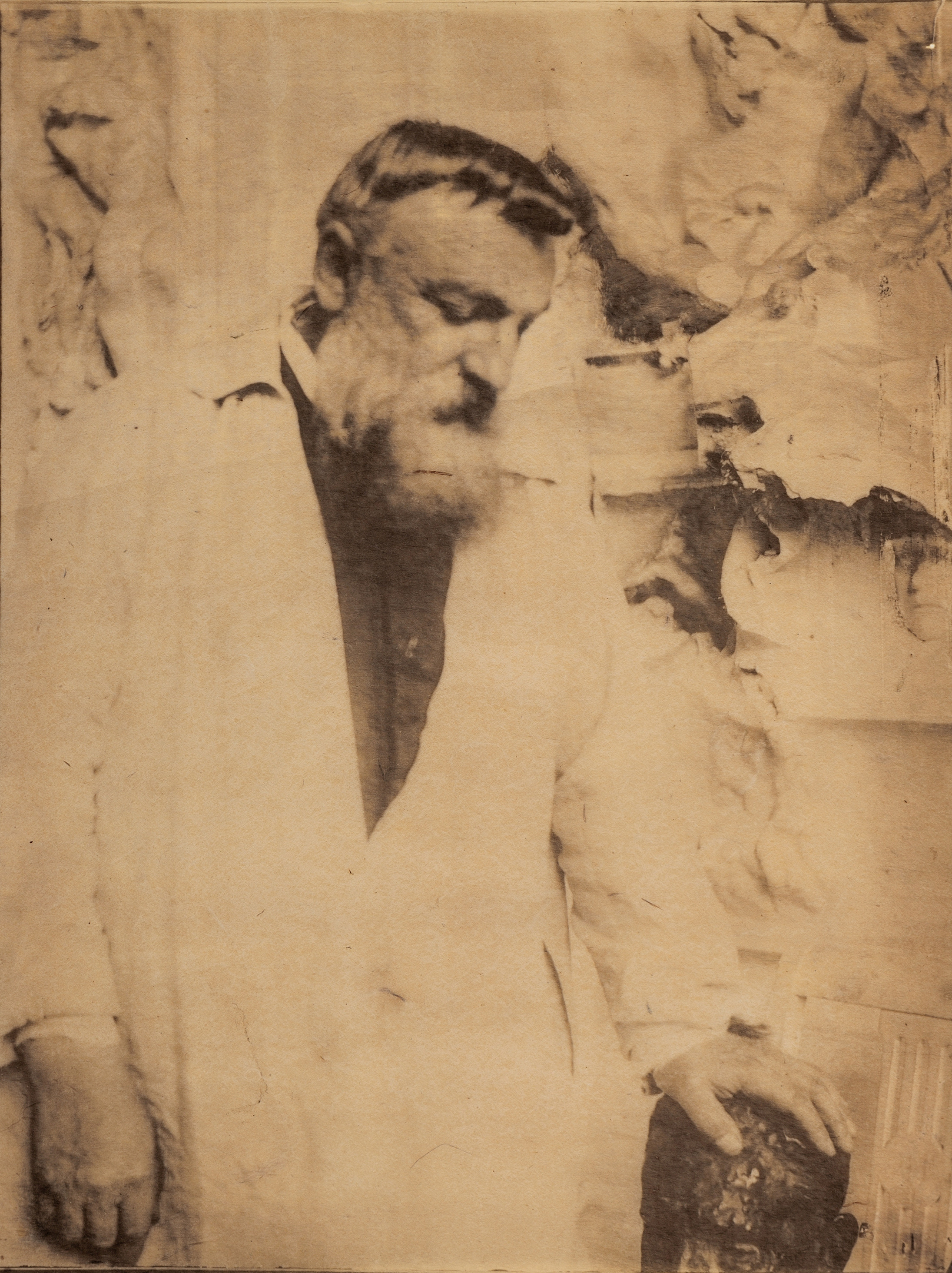
1906 platine sur papier Japonais Gertrude Käsebier Auguste Rodin.
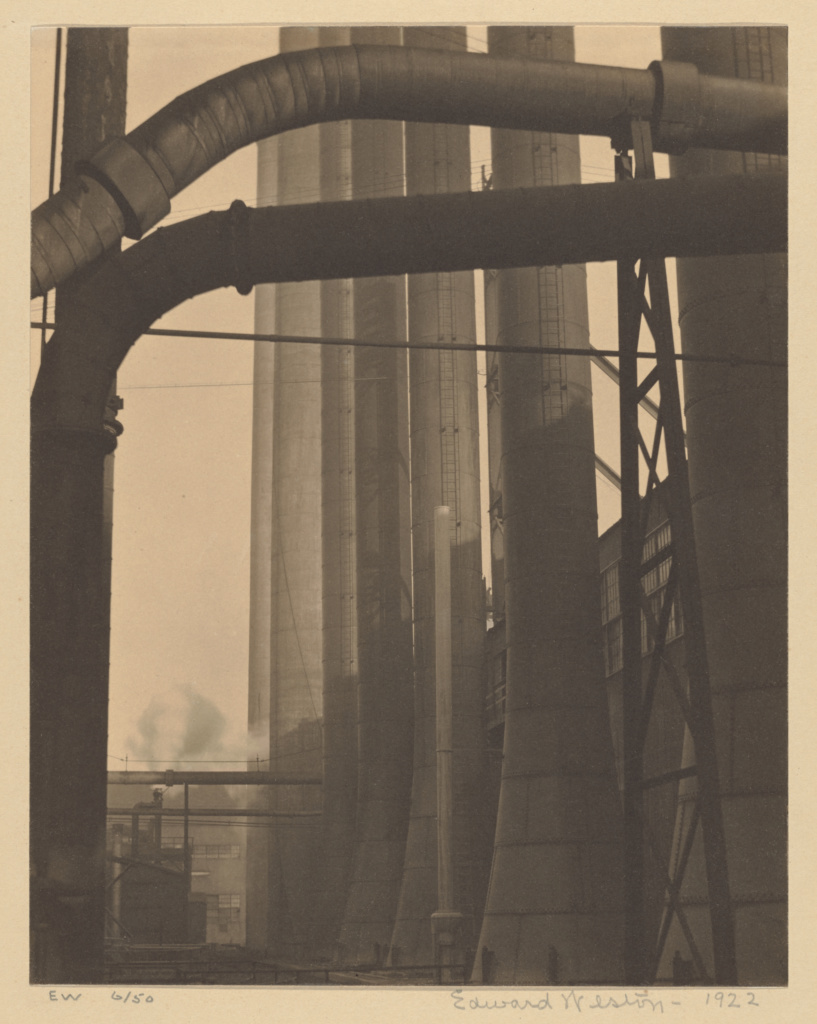
1922 palladium Edward Weston Armco Steel, Ohio.
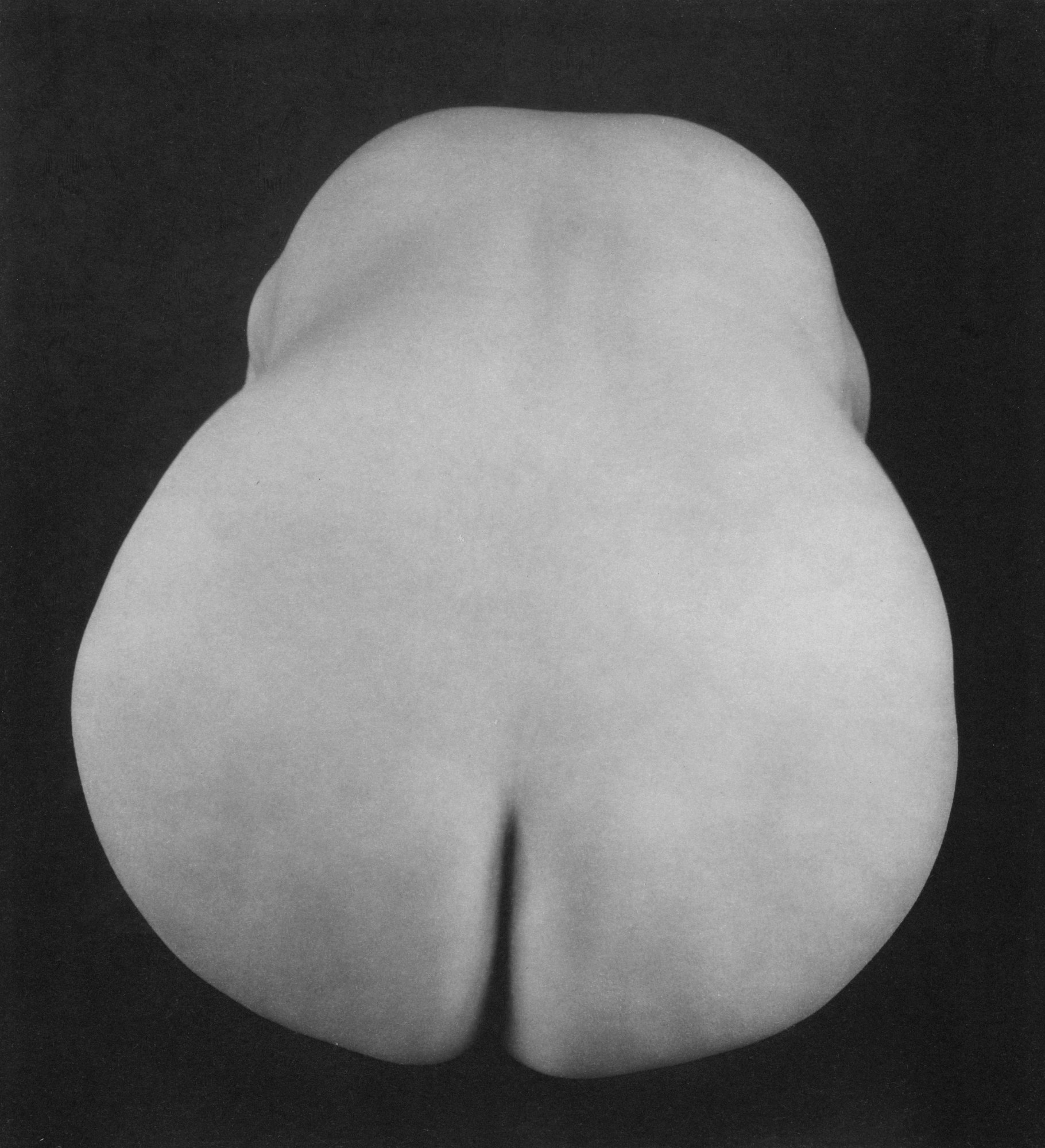
1925 palladium Edward Weston Nude, Mexico.